# Lochan Dubh Cùl na h-Amaite
Lochan Dubh Cùl na h-Amaite ist ein Süßwassersee in der schottischen Council Area Highland beziehungsweise der traditionellen Grafschaft Sutherland. Der See ist nicht zu verwechseln mit dem nur wenige Kilometer entfernt gelegenen Lochan Dubh oder Lochan Dubh Cadhafuaraich.

## Beschreibung
Der See liegt auf einer Höhe von 188 Metern über dem Meeresspiegel in der dünnbesiedelten Grafschaft Sutherland im Norden Schottlands. Seine Ufer sind unbesiedelt. Im Umkreis von wenigen Kilometern finden sich mehrere Weiler. Die nächstgelegenen größere Siedlungen sind das 16 Kilometer beziehungsweise 18 Kilometer südöstlich gelegene Golspie und Brora. Zwei Kilometer südwestlich am Loch Bad an t-Sean-tighe befand sich eine Siedlung, die vermutlich bereits im späten 19. Jahrhundert wüst gefallen war. Auch die Reste einer historischen Hüttensiedlung mit einem Burnt Mound etwa einen Kilometer nördlich zeugen von der früheren Besiedlung der Umgebung. Der Lochan Dubh Cùl na h-Amaite ist nicht durch Straßen erschlossen. Die nächstgelegene Straße ist eine untergeordnete Straße entlang des Brora etwa vier Kilometer südöstlich.
Der eiförmige Lochan Dubh Cùl na h-Amaite weist eine maximale Länge von 0,52 Kilometern bei einer maximalen Breite von 0,30 Kilometern auf, woraus sich eine Fläche von neun Hektar und ein Umfang von zwei Kilometern ergeben. Die mittlere Tiefe des Lochan Dubh Cùl na h-Amaite beträgt 4,8 Meter, woraus sich ein Volumen von 448.840 Kubikmetern ergibt. Sein Einzugsgebiet umfasst 82 Hektar und besteht zu etwa 83 % aus Moor-, Heide- und Grasflächen, während Grundwasser 11,6 % des Zuflusses zu Lochan Dubh Cùl na h-Amaite ausmacht. Das Einzugsgebiet erstreckt sich im Wesentlichen nach Nordosten und Südwesten. Der See besitzt keine benannten Zuflüsse. Vom Nordufer fließt der Feith an Lochain Duibh ab, der über den Allt a’ Mhuilinn in das Black Water entwässert, das über den Brora in den Moray Firth abfließt.